# Metacirolana sphaeromiformis
Metacirolana sphaeromiformis là một loài chân đều trong họ Cirolanidae. Loài này được Hansen miêu tả khoa học năm 1890.